# Mühlhofen (Billigheim-Ingenheim)
Mühlhofen ist ein Ortsteil der Gemeinde Billigheim-Ingenheim im rheinland-pfälzischen Landkreis Südliche Weinstraße. Bis 1969 war Mühlhofen eine eigenständige Gemeinde.

## Lage
Der Ort liegt in der Südpfalz und gehört teilweise zum Landschaftsschutzgebiet „Klingbachtal-Kaiserbachtal“. Nördlich des Ortskerns verläuft der Klingbach. Die Region gehört zum Nördlichen Oberrheintiefland. Mühlhofen liegt südlich von Billigheim und östlich von Ingenheim. Die Gemarkung Mühlhofen ist Teil des Naturraums Mühlhofen-Rheinzaberner Riedel.
Zu Mühlhofen gehören auch die Wohnplätze Ölmühle und Maußhardtmühle.

## Geschichte
Die Heimatforschung geht davon aus, dass die Besiedlung Mühlhofens vom benachbarten Billigheim aus erfolgt ist. Billigheim wurde bereits im Jahr 693 als Weißenburger Besitz erwähnt. Die erste gesicherte urkundliche Erwähnung des Ortes Mühlhofen als „Mulnhoven“ erfolgte im Jahr 991.
Im Jahr 1431 hatte Herzog Stephan von Pfalz-Zweibrücken das Dorf Mühlhofen erworben. Es blieb bis zum Ende des 18. Jahrhunderts im zweibrückischen Besitz und war der Vogtei bzw. dem Amt Barbelroth zugeordnet, das unter dem Oberamt Bergzabern stand. Im Jahr 1768 wurden in Mühlhofen 74 Familien gezählt.
Nach der Französischen Revolution (1789) kam die Region 1792 zu Frankreich. Unter der französischen Verwaltung gehörte Mühlhofen von 1794 bis 1802 zum Kanton Billigheim, der dem Arrondissement Weissenburg im Département Bas-Rhin (Department Niederrhein) zugeordnet war. 1802 wurde der Kanton Billigheim, damit auch Mühlhofen, in den Kanton Bergzabern eingegliedert. Um 1799 wurden in Mühlhofen 83 Feuerstellen bzw. Haushalte gezählt, im Jahr 1808 hatte Mühlhofen 523 Einwohner, 434 davon waren Reformierte, 25 Lutheraner, 53 Katholiken und 11 Juden.
Während der Kanton Bergzabern, damit auch Mühlhofen, im Ersten Pariser Frieden vom Mai 1814 noch Frankreich zugeordnet wurde, kam im Zweiten Pariser Frieden vom November 1815 der nördlich der Lauter liegende Teil des Departements Niederrhein unter die Hoheit Österreichs. Österreich war schon im Juni 1815 auf dem Wiener Kongress die vorher zum Département du Mont-Tonnerre (Departement Donnersberg) gehörende übrige Pfalz zugesprochen worden. Im April 1816 schließlich wurde die gesamte Pfalz in einem Staatsvertrag von Österreich an das Königreich Bayern abgetreten.
Unter der bayerischen Verwaltung gehörte Mühlhofen zum Rheinkreis und zum nunmehr bayerischen Kanton Bergzabern, der dem Landkommissariat Bergzabern (ab 1862 Bezirksamt Bergzabern) zugeordnet war. Die Gemeinde Mühlhofen hatte eine eigenständige Verwaltung. Im Jahr 1819 war Peter Schwartz und im Jahr 1825 Wilhelm Hauck Bürgermeister von Mühlhofen.
Nach einem amtlichen Ortschaftenverzeichnis für den Freistaat Bayern aus dem Jahr 1928 lebten in der Landgemeinde Mühlhofen insgesamt 468 Einwohner in 110 Wohngebäuden, 44 Einwohner waren Katholiken und 424 Protestanten, die der Pfarrei Billigheim angehörten. Die Gemarkung der Gemeinde umfasste 465 Hektar. Im Kirchdorf gab es eine protestantische Schule. Der Bahnhof Billigheim-Mühlhofen an der Klingbachtalbahn lag auf dem Gemeindegebiet von Billigheim. Zur Gemeinde gehörte die Dorfmühle, auch Ölmühle genannt, mit fünf Einwohnern.
Im Zuge der ersten rheinland-pfälzischen Gebiets- und Verwaltungsreform wurde die bis dahin eigenständige Gemeinde Mühlhofen mit damals 429 Einwohnern am 7. Juni 1969 aufgelöst und aus ihr und den Gemeinden Appenhofen, Billigheim und Ingenheim die Gemeinde Billigheim-Ingenheim neu gebildet. Gleichzeitig wurde der 1939 aus dem Bezirksamt Bergzabern entstandene Landkreis Bergzabern aufgelöst und die Gemeinde Billigheim-Ingenheim dem neuen Landkreis Landau-Bad Bergzabern (1977 umbenannt in Landkreis Südliche Weinstraße) zugeordnet.

## Verkehr
Von 1892 bis 1967 war Mühlhofen durch die Klingbachtalbahn an das Bahnnetz angebunden. Der entsprechende Bahnhof Billigheim-Mühlhofen lag auf dem Gemeindegebiet von Billigheim. Nächstgelegener Bahnhof ist seither Rohrbach.